# HMS Levant (1813)
Pour les autres navires du même nom, voir HMS Levant.
Le HMS Levant est une frégate en bois de 6e rang de la Royal Navy commandée par William Courtney le 18 novembre 1812. Le HMS Levant est l'un des cinq navires de guerre britanniques capturés ou détruits pendant la guerre anglo-américaine de 1812 par la frégate américaine USS Constitution.